# Wolfram Roßteutscher
Wolfram Roßteutscher (* 5. März 1939) ist ein deutscher ehemaliger Fußballspieler. In den 1960er Jahren spielte er in der DDR-Liga, der zweithöchsten höchsten Liga im DDR-Fußball.

## Sportliche Laufbahn
Nachdem Wolfram Roßteutscher für den Männerfußball spielberechtigt geworden war, spielte er von 1958 bis 1973 mit der Betriebssportgemeinschaft Motor Gohlis Nord Leipzig in der drittklassigen II. DDR-Liga. Zur Saison 1963/64 wechselte er zur Armeesportgemeinschaft ASG Vorwärts Leipzig in die DDR-Liga. Im ersten Jahr wurde er in 22 der 30 Ligaspiele als Mittelfeldspieler eingesetzt und kam zu seinem ersten DDR-Liga-Tor. 1964/65 erzielte er in der DDR-Liga zwei Tore, obwohl er teilweise auch in der Abwehr spielte. Durch mehrere Ausfälle kam Roßteutscher nur auf 17 Ligaspiele. Auch 1965/66 fehlte er bei sieben Punktspielen. Während er in der Hinrunde als Mittelfeldspieler aufgeboten wurde, spielte er in der Rückrunde durchgehend in der Abwehr. Nach 62 Einsätzen in der DDR-Liga wurde Wolfram Roßteutscher im Mai 1966 bei der ASG Vorwärts entlassen.
Zur Saison 1966/67 schloss sich Roßteutscher dem DDR-Liga Aufsteiger Aktivist Böhlen an. Als Abwehrspieler fand er sofort einen Stammplatz und fehlte nur bei einem Punktspiel. In dieser Saison blieb er in den DDR-Liga-Spielen ohne Torerfolg. Der BSG Aktivist gelang es nicht, den Klassenerhalt zu sichern und stieg in die Bezirksliga ab. Unter Mitwirkung von Roßteutscher gelang ihr aber der sofortige Wiederaufstieg. 
Danach schied Roßteutscher bei Aktivist Böhlen aus und schloss sich für die Spielzeit 1968/69 der BSG Chemie Leipzig an. Da er dort nur in der Bezirksliga-Mannschaft Chemie II eingesetzt wurde, kehrte er nach einem Jahr wieder nach Böhlen zurück, wo die BSG jetzt unter Chemie Böhlen antrat. Er spielte dort aber keine Rolle mehr und bestritt nur in der Hinrunde drei Kurzzeitspiele. In den Spielzeiten bis 1974 setzte die BSG Chemie Wolfram Roßteutscher nur noch in der 2. Mannschaft ein, die in der Bezirksliga spielte. 